# Kanari Hamaguchi
Kanari Hamaguchi (29 de agosto de 1985) é um jogadora de voleibol japonesa.
Com 1,67 m de altura, Hamaguchi é capaz de atingir 2,83 m no ataque e 2,69 m quando bloqueia.

## Carreira
Hamaguchi disputou o Campeonato Mundial de Voleibol Feminino de 2010, realizado no Japão, no qual a seleção de seu país terminou na terceira colocação.